# Chris Romano
Christopher Romano (Nashua, 2 febbraio 1978) è un attore televisivo, produttore televisivo e sceneggiatore statunitense. Si firma anche come Romanski. È noto principalmente per essere il creatore, insieme ad Eric Falconer, della serie televisiva Blue Mountain State nella quale interpreta anche il ruolo di Sammy Cacciatore.

## Televisione

### Attore
- Channel 101 - programma TV (2006)
- Acceptable.TV - serie TV, 32 episodi (2007)
- The Sarah Silverman Program - serie TV, 4 episodi (2007-2010)
- How I Met Your Mother - serie TV, episodi 3x16, 6x09, 6x12 e 7x01 (2008-2011)
- Blue Mountain State - serie TV, 39 episodi (2010-2011)

### Produttore
- South Park (2001-2002) (assistente)
- Channel 101 (2006)
- Acceptable.TV (2007)
- The Sarah Silverman Program (2007-2010)
- Blue Mountain State (2010-2011)

### Sceneggiatore
- South Park (2003) (assistente)
- Channel 101 (2006)
- C'è sempre il sole a Philadelphia (It's Always Sunny in Philadelphia) (2006)
- Acceptable.TV (2007)
- Human Giant (2008)
- The Sarah Silverman Program (2008)
- Spike TV VGA Video Game Awards (2008)
- Blue Mountain State (2010-2011)

## Doppiatori italiani
- Simone Crisari in Blue Mountain State
- Claudio Ridolfo in How I Met Your Mother (ep. 3x16)
- Luigi Rosa in How I Met Your Mother (ep. 6x09, 6x12, 7x01)